# Lutzomyia sordellii
Lutzomyia sordellii är en tvåvingeart som först beskrevs av Shannon R. C., Del Ponte E. 1927.  Lutzomyia sordellii ingår i släktet Lutzomyia och familjen fjärilsmyggor. Inga underarter finns listade i Catalogue of Life.